# 伊南川

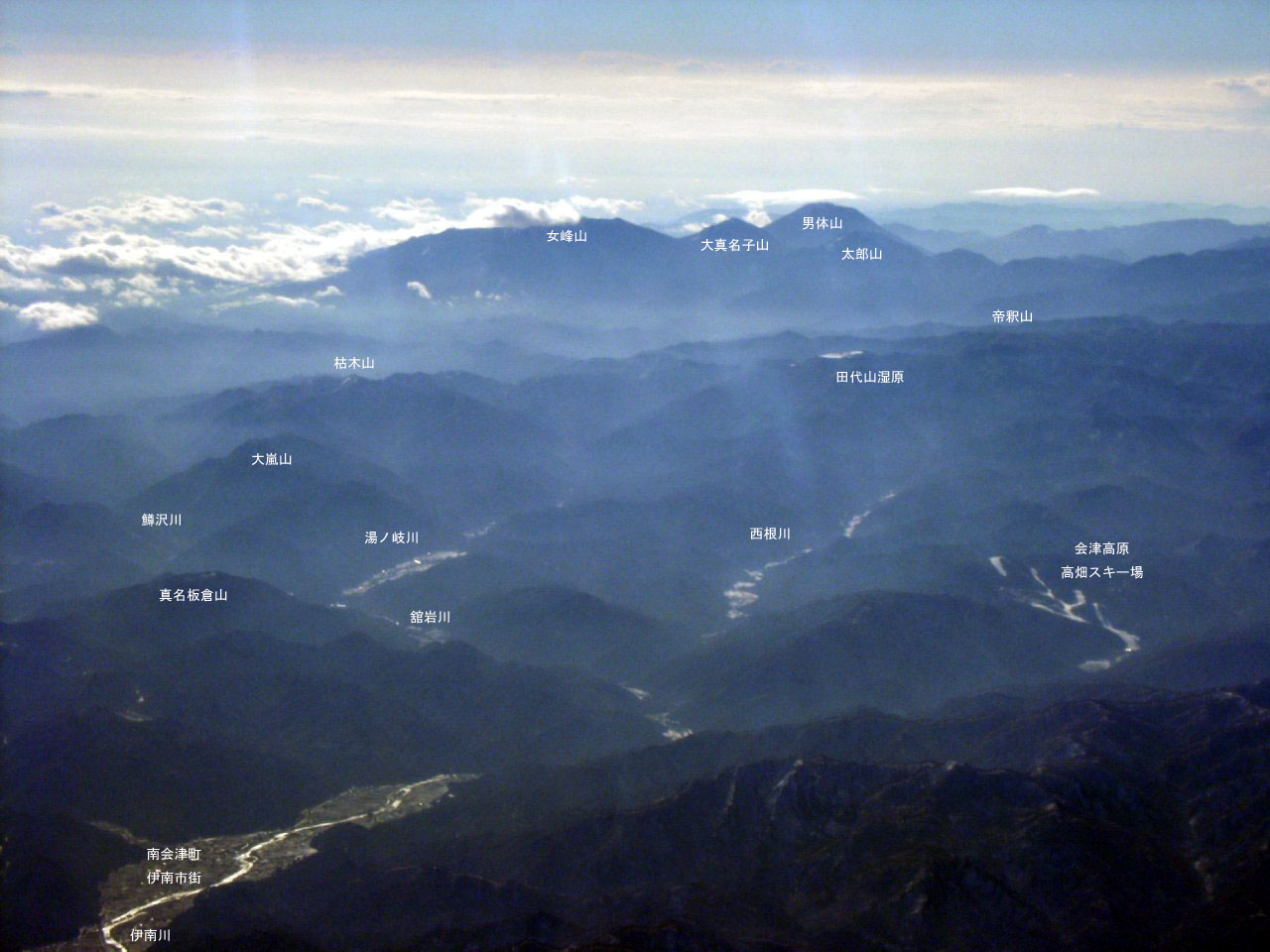
伊南川源流部周辺空撮

伊南川（いながわ）は、福島県の会津地方南部を流れる阿賀野川水系の河川である。只見川最大の支川であり、只見川合流点から上流部の只見川よりも伊南川の方が長い。

## 地理
福島県南会津郡檜枝岐村の栃木県との境に位置する帝釈山脈に源を発する「実川」が「檜枝岐川」となり、南会津町で舘岩川と合流して伊南川と名前を変える。北東へ流れ、徐々に北西へ向きを変え只見町で尾瀬を源流とする只見川に合流する。急峻な山地の狭い谷間の平地を流れる伊南川は、鮎釣りなども楽しまれている。

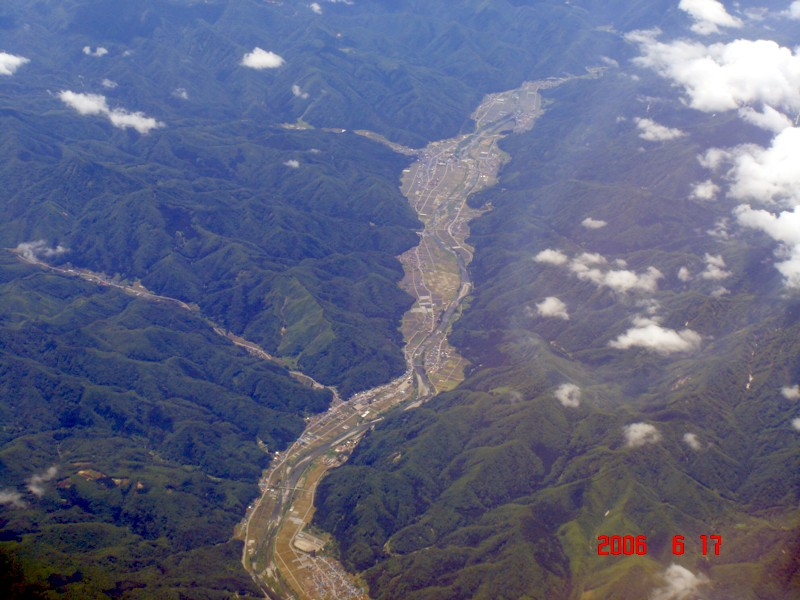
南会津町南郷地域を流れる伊南川

## 流域の自治体
福島県
南会津郡檜枝岐村、南会津郡南会津町、南会津郡只見町

## 支流
- 楢戸川
- 小川沢川
- 後田川
- 初瀬川
- 黒谷川
  - 大白沢川
  - 小幽沢川
  - 大幽沢川
- 布沢川
  - 太田川
- 野々沢川
- 塩岐川
- 下山沢川
- 富沢川
- 深沢川
- 鹿水川
- 小屋川
- 久川
- 小滝川
- 白沢川
- 宮沢入川
- 舘岩川
  - 西根川
  - 湯の岐川
  - 鰌沢川
  - 伊与戸川
  - 保城川
  - 自源寺川
- 下の沢川
  - 上の沢川
- 舟岐川

## 並行する交通

### 道路
- 国道289号
- 国道401号

## 橋梁
下流より記載
- 黒沢橋 - 福島県道360号小林館の川線
- 楢戸橋 - 只見町道楢戸荒井原線
- 小川橋 - 只見町道福井小川線
- 朝日橋 - 只見町道黒谷一の坪線
- 荒島橋 - 只見町道長浜荒島線
- 熊倉橋 - 只見町道杉沢熊倉線
- 亀岡橋 - 只見町道深沢亀岡線
- 明和橋 - 国道289号
- 中の橋 - 只見町道小林九々生線
- 山里橋 - 只見町道小林二軒在家線
- 和泉田橋 - 南会津町道和泉田1号線
- 富田橋 - 南会津町道和泉田2号線
- 下山橋 - 南会津町道和泉田3号線
- 鹿島橋 - 南会津町道界1号線
- 大宮橋 - 南会津町道鴇巣1号線
- 鳥井戸橋 - 南会津町道山口1号線
- 南郷橋 - 南会津町道大新田1号線
- 青柳橋 - 南会津町道古町青柳線
- 大手門橋 - 南会津町道小泥尻馬乗馬場線
- 伊南川橋 - 南会津町道小塩線
- 新伊南川橋 - 南会津町道古町宮沢線
- 尾白橋 - 南会津町道白沢宮沢線
- 倭橋 - 国道401号
- 中野橋 - 南会津町道堀向中野線
- 内川橋 - 国道352号
- 上ノ原橋 - 国道352号
- 黒瀬橋 - 国道352号
- 鳥井戸橋 - 国道352号
- 赤岩橋 - 国道352号
- 長道橋 - 国道352号
- 村上橋 - 国道352号
- 高畑橋 - 南会津町道上平一の間々線
- 湯乃橋 - 南会津町道湯ノ向線
- 錦秋橋 - 国道352号
- 平沢橋 - 南会津町道平沢山3号線
- せせらぎ橋 - 小豆温泉せせらぎオートキャンプ場Red Bean取付道路
- 細木橋 - 国道352号
- 見通橋 - 国道352号
- 第2前川橋 - 檜枝岐村道児童館線
- 前川橋 - 檜枝岐村道川向線
- 川窪橋 - 檜枝岐村道大畑線
- 中土合橋 - 檜枝岐村道中土合公園線
- 山の神橋 - ミニ尾瀬公園園内路
- キリンテ橋 - 国道352号
- 七入橋 - 国道352号